# Українська видавнича спілка (Лондон)
Українська Видавнича Спілка (УВС) — видавництво української діаспори у Великій Британії.

## Історія
Ініціатива створення Спілки належить кільком провідним діячам британського осередку ОУН (бандерівської): Роману Борковському, Володимиру Василенку, Євгену Гарасимчуку, Григорію Драбату, Богдану Микитину, Василю Олеськіву та В. Яворському. 15 травня 1949 року ініціативна група ухвалила рішення про заснування Спілки, а 27 червня її офіційно зареєстрували в Манчестері. 1950 року осідок УВС перенесли до Лондона.
Метою заснування УВС було створення матеріально-технічних умов для видання журналу «Визвольний шлях». З весни 1951 року Спілка була видавцем журналу. Придбавши в 1952 році будинок на Ліверпуль-роуд, 237, УВС змогла розмістити усе необхідне типографське обладнання. 1962 року видавництво переїхало в будинок на Ліверпуль-роуд, 200.
З 1976 року в будинку УВС у Лондоні розміщувався Музей визвольної боротьби імені Степана Бандери.
При Українській Видавничій Спілці діяла Українська інформаційна служба (УІС), зареєстрована 1978 року як самостійна організація. 1993 року УВС об'єднали з УІС.
Після відновлення незалежності України УВС переїхала до України. 1996 року її офіційно зареєстрували в Києві. У 2006—2016 роках організація діяла під назвою Українська видавнича спілка імені Юрія Липи. З 2016 року діє як Українська видавнича справа, директором якої став Віктор Рог.

## Друковані видання
Окрім журналу «Визвольний шлях», Українська Видавнича Спілка надавала друкарські послуги іншим українським замовникам у Великій Британії й друкувала низку періодичних видань.
Періодика
- Видання Союзу Українців у Великій Британії:
  - часопис «Українська Думка»
  - «Ukrainian Review»
  - дитячий журнал «Юні Друзі»
  - «Календарець Українця у Великій Британії»
- молодіжний журнал «Авангард»
- журнал «Сурмач» (друкований орган Об'єднання бувших вояків-українців у Великій Британії)
- «Наша Церква» (друкований орган Української Католицької Церкви)
- «Відомості Української автокефальної православної церкви» (періодично міняв назви: як «Відомості Генерального Церковного Управління УАПЦ у Великій Британії» — у 1950—1990 роках, як «Відомості Єпархіяльного управління УАПЦ у Великій Британії» — у 1991—1999 рр.; як «Відомості митрополії УАПЦ у діяспорі й єпархії у Великій Британії» — у 1999—2014 рр. (як квартальник), нині не існує). Вийшло понад 320 номерів.[джерело?]

З часів свого перебування в Україні спілка видає газету «Шлях перемоги» та дитячо-юнацький журнал «Крилаті».
Книжки
Також видавництво друкувало українськомовні та англомовні книжки. Щороку виходили два-три видання. Серед них:
- «Смерть» (Борис Антоненко-Давидович)
- «Страх» (Олена Звичайна)
- «Націоналізм» (Дмитро Донцов)
- «Люборацькі» (Анатолій Свидницький)
- «Енеїда модерна» (Леонід Полтава)
- «Історія української культури» (Володимир Січинський)
- «Під трьома окупантами» (С. Мечник)

## Директори
Голови видавництва:
- В. Яворський (1949—1951)
- Г. Марків (1951—1953)
- Роман Борковський (1954—1957)
- Юліан Заблоцький-Доброволя[4] (1958—1988)